# 高毅进
高毅进（1964年—），江苏扬州人，汉族，中华人民共和国政治人物、第十二届全国人民代表大会江苏地区代表。
毕业于扬州职工大学装潢美术设计专业，加入中国民主建国会。担任中国工艺美术大师。2008年起担任全国人大代表。2013年，被选为全国人大代表。